# 要命法則
要命法則 (pronounced double-u delta zed)，是2007年由湯姆·香克蘭執導的英國犯罪恐怖驚悚片，由斯特拉恩·斯卡斯加德、梅利莎·喬治、塞爾瑪·布萊爾、和湯姆·哈迪主演。這部電影在美國發行時片名為殺人基因。 

## 外部連結
- 官方网站
- 互联网电影数据库（IMDb）上《要命法則》的资料（英文）
- AllMovie上《要命法則》的资料（英文）

1. ↑  Jason Buchanan. . Movies & TV Dept. The New York Times. 2012. （原始内容存档于2012-11-04）.